# Rice Township (Illinois)
Die Rice Township ist eine von 23 Townships im Jo Daviess County im äußersten Nordwesten des US-amerikanischen Bundesstaates Illinois.

## Geografie
Die Rice Township liegt im Nordwesten von Illinois am Mississippi, der die Grenze zu Iowa bildet. Die Grenze zu Wisconsin befindet sich rund 20 km nördlich.
Die Rice Township liegt auf 42°19′51″ nördlicher Breite und 90°22′55″ westlicher Länge und erstreckt sich über 77,02 km², sie sich auf 63,29 km² Land- und 13,73 km² Wasserfläche verteilen.
Die Rice Township grenzt innerhalb des Jo Daviess County im Norden an die East Galena Township, im Nordosten an die Guilford Township, im Osten an die Elizabeth Township und im Süden an die Hanover Township. Am gegenüberliegenden Mississippiufer in Iowa liegt das Jackson County.

## Verkehr
Die Rice Township wird nur im äußersten Nordosten vom den Illinois-Abschnitt der Great River Road bildenden U.S. Highway 20 berührt. Durch den zentralen Teil der Township verlaufen keine weiteren Fernstraßen, sondern lediglich zum Teil unbefestigte County Roads und weitere untergeordnete Straßen.
Durch die Rice Township führt eine entlang des Mississippi verlaufende Bahnlinie der BNSF Railway.
Die nächstgelegenen Flugplätze sind der rund 40 km nördlich in Wisconsin gelegene Platteville Municipal Airport und der rund 45 km westlich in Iowa gelegene Dubuque Regional Airport.

## Bevölkerung
Bei der Volkszählung im Jahr 2010 hatte die Township 338 Einwohner.
Innerhalb der Rice Township existieren keine selbstständigen Kommunen. Die Bevölkerung lebt überwiegend in zwei Siedlungen auf gemeindefreiem Gebiet ("Unincorporated Communities"):
- Aiken
- Rice